# Coulton Waugh
Frederick Coulton Waugh (Cornovaglia, 10 marzo 1896 – 23 maggio 1973) è stato un fumettista, illustratore, pittore e saggista statunitense, autore del libro The Comics (1947) primo studio di rilievo sul fumetto.

## Vita e opere
Nasce in una famiglia di artisti: suo padre Frederick Judd Waugh era un noto pittore specializzato in paesaggi marini, ed anche suo nonno Samuel Waugh era un famoso ritrattista. Nato in Inghilterra, dove il padre si era trasferito per lavoro, tornò negli Stati Uniti nel 1907 dove frequentò la New York's Art Students League.
Nel 1916 inizia la sua attività professionale come disegnatore tessile. Dopo vari lavori come illustratore per riviste e disegnatore di fumetti, nel 1934 venne chiamato a realizzare la comic strip Dickie Dare creata nel 1933 da Milton Caniff. Waugh vi lavorò ininterrottamente per dieci anni fino al 1944 e questo resta il suo lavoro più importante come autore di fumetti. Nell'aprile del 1945 creò la serie Hank che chiuse i battenti prima della fine dell'anno.
Negli anni successivi divise la sua attività fra la pittura, l'insegnamento (all'Orange County Community College e allo Storm King Art Center di Cornwall) e all'attività saggistica. Proprio ad un suo saggio, The Comics, pubblicato nel 1947, è oggi maggiormente legato il suo nome. Il libro rappresenta il primo studio organico sul fumetto sia da un punto di vista storico che sociale. Waugh vi sostiene, tra l'altro, la celebre tesi secondo cui il fumetto sarebbe, come il jazz, un'arte autoctona americana nata con il personaggio di The Yellow Kid. È proprio all'eco riscontrata dal testo che si deve in gran parte l'usanza, durata molti anni, di far risalire la nascita dei comics al personaggio di Outcault, benché oggi sia ampiamente dimostrata l'infondatezza di tale tesi .